# Christina Wanke
Christina Wanke ist eine deutsche Drehbuchautorin und Dramaturgin.
Die Politikwissenschaftlerin promovierte 2012 an der Universität zu Köln. Wanke wertete Nachrichten im Hinblick auf die Afghanistanberichterstattung aus und analysierte  die journalistischen Darbietungsformen: unter anderem ging sie der Frage nach, welche politischen Akteure in den Nachrichtenbeiträgen von ARD und ZDF zu sehen waren und ob die Anliegen der afghanischen Bevölkerung in die Berichterstattung einflossen.
Seit 2009 arbeitet sie als Drehbuchautorin für das deutsche Fernsehen. Ihre ersten Drehbücher schrieb sie für die RTL-Seifenoper Unter uns, wo sie in über 90 Jahren das Drehbuch zu fast 90 Folgen schrieb. Von 2010 bis 2013 wirkte sie an über 30 Folgen der mehrfach ausgezeichneten Seifenoper Verbotene Liebe, als Co-Drehbuchautorin, mit. Nach einer fünfjährigen Pause schreibt sie seit 2018 wieder Drehbücher für Folgen von Alles was zählt. Nach fünf Folgen für Herz über Kopf, die sie 2019 schrieb, wird sie regelmäßig als Drehbuchautorin bei Sturm der Liebe auf Das Erste engagiert.

## Drehbücher
- Unter uns (2009–2020) – Drehbuch
- Verbotene Liebe (2010–2013) – Drehbuch
- Alles was zählt (seit 2018) – Drehbuch
- Herz über Kopf (2019) – Drehbuch
- Sturm der Liebe (seit 2020) – Drehbuch, Dramaturgie

## Schriften
- Die Darstellung Afghanistans in den Hauptnachrichtensendungen. Zugl.: Köln, Univ., Diss., 2012. Springer VS, Wiesbaden 2013, ISBN 978-3-658-01931-0 (d-nb.info).
- mit Markus Topf: Der Schatz von Rügen. (Hörspiel). 2022 (d-nb.info).